# ランベルタ (小惑星)
ランベルタ (187 Lamberta) は、小惑星帯に位置する大くてとても暗い小惑星の一つ。原始的な、炭素化合物からなる星である。
1878年4月11日にフランスの天文学者、ジェローム・E・コッジャが発見した。彼が発見した2つ目の小惑星である。ドイツの天文学者、ヨハン・ハインリッヒ・ランベルトの名前から命名された。